# Rally Dakar 2007

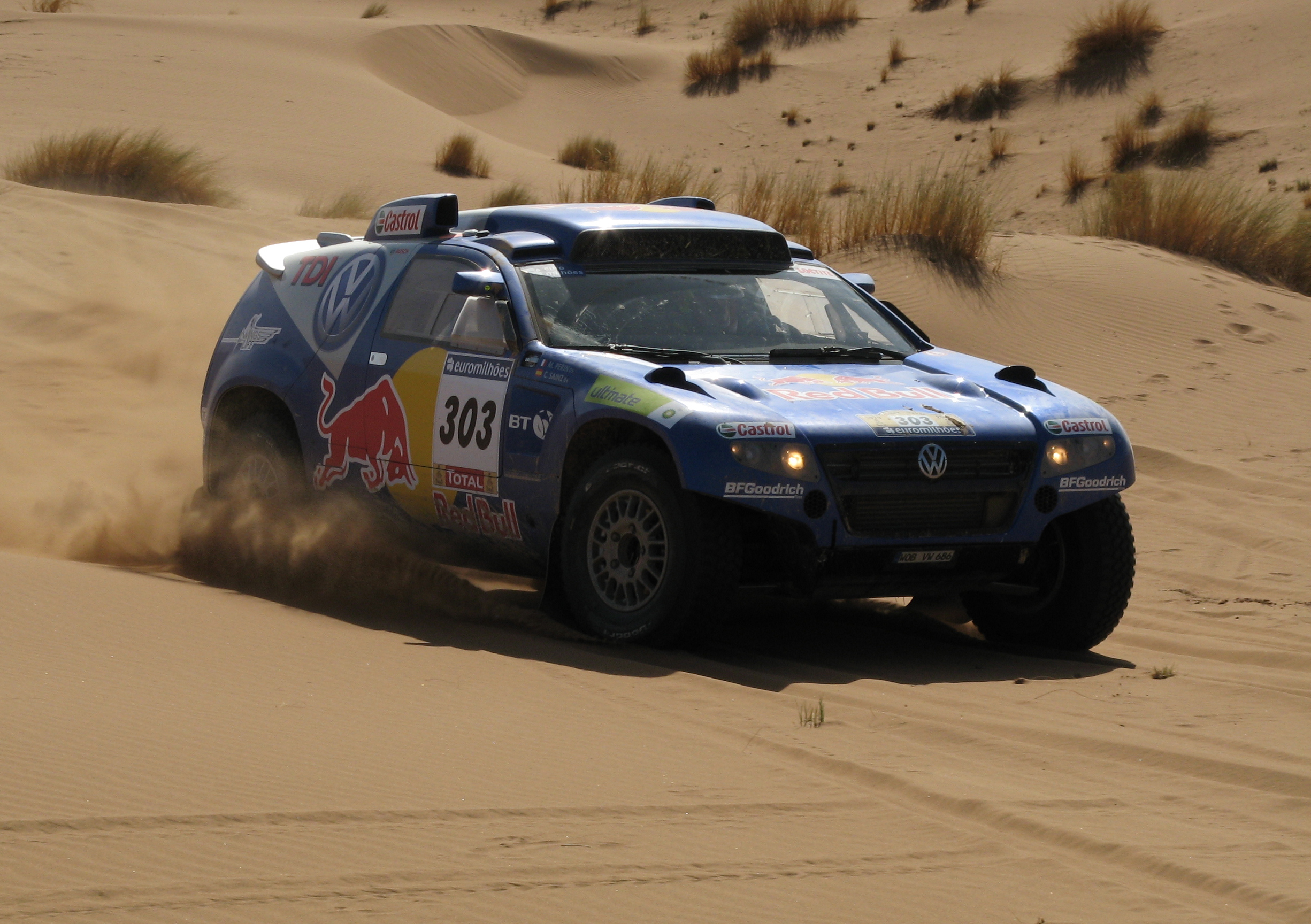
Un passaggio di Carlos Sainz sul suo Volkswagen Touareg

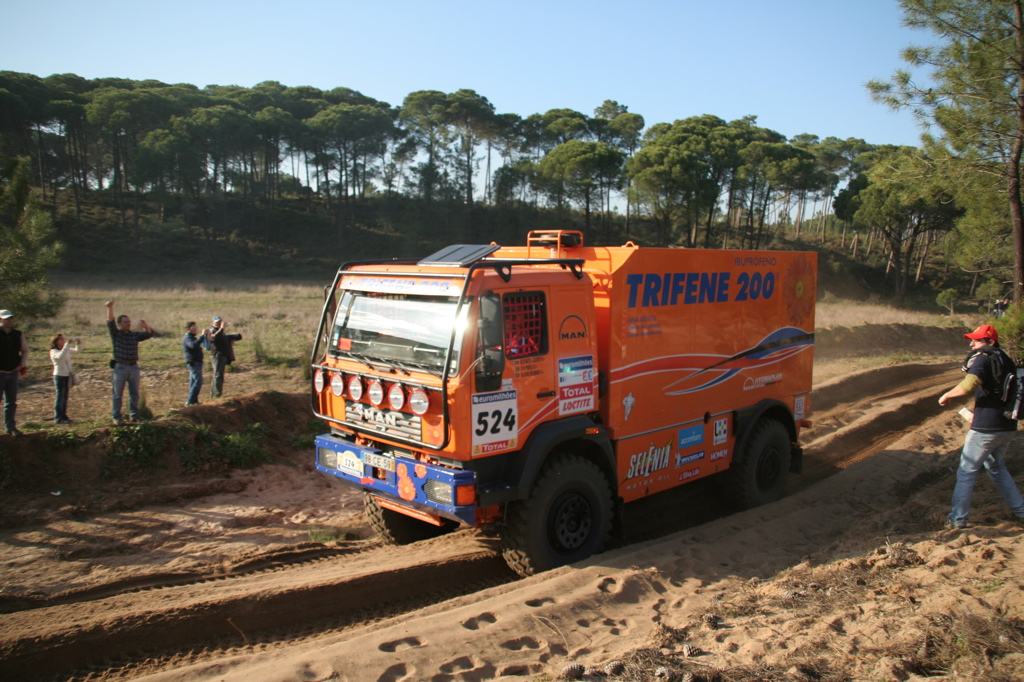
La portoghese Elisabete Jacinto alla guida del suo MAN

Il Rally Dakar 2007 è stata la 29ª edizione del Rally Dakar (partenza da Lisbona, arrivo a Dakar).

## Tappe
Nelle 16 giornate del rally raid furono disputate 15 tappe ed una serie di trasferimenti (7.915 km), con 14 prove speciali per un totale di 4.309 km.

## Classifiche

### Moto
Hanno finito la gara 126 delle 231 moto iscritte.
| Pos. | N°  | Pilota                  | Mezzo           | Tempo       | Distacco   |
| ---- | --- | ----------------------- | --------------- | ----------- | ---------- |
| 1    | 002 | Cyril Despres           | KTM 690 Rallye  | 51h 36' 53" |            |
| 2    | 008 | David Casteu            | KTM 690 Rallye  | 52h 11'12"  | 34' 19"    |
| 3    | 009 | Chris Blais             | KTM 660 Rallye  | 52h 28'59"  | 52' 06"    |
| 4    | 006 | Pål Anders Ullevålseter | KTM 660 Rallye  | 53h 14'50"  | 1h 37' 57" |
| 5    | 010 | Hélder Rodrigues        | Yamaha 450 WRF  | 54h 07'34"  | 2h 30' 41" |
| 6    | 023 | Janis Vinters           | KTM 660 Rallye  | 54h 21' 14" | 2h 44' 21" |
| 7    | 020 | Michel Marchini         | Yamaha 450 WRF  | 54h 37'20"  | 3h 00' 27" |
| 8    | 085 | Thierry Bethys          | Honda 450 CRF X | 55h 03' 26" | 3h 26' 33" |
| 9    | 103 | Jaroslav Katriňák       | KTM 660 Rallye  | 55h 17' 03" | 3h 40' 10" |
| 10   | 016 | Jacek Czachor           | KTM 660 Rallye  | 56h 00'57"  | 4h 24' 04" |

### Auto
Hanno finito la gara 109 delle 181 auto iscritte.
| Pos. | N°  | Pilota               | Navigatore        | Mezzo                     | Tempo    |
| ---- | --- | -------------------- | ----------------- | ------------------------- | -------- |
| 1    | 302 | Stéphane Peterhansel | Jean-Paul Cottret | Mitsubishi Pajero         | 45:53:37 |
| 2    | 300 | Luc Alphand          | Gilles Picard     | Mitsubishi Pajero         | 46:01:03 |
| 3    | 310 | Jean-Louis Schlesser | Arnaud Debron     | Schlesser-Ford            | 47:27:34 |
| 4    | 305 | Mark Miller          | Ralph Pitchford   | Volkswagen Race Touareg 2 | 48:03:53 |
| 5    | 306 | Hiroshi Masuoka      | Pascal Maimon     | Mitsubishi Pajero         | 48:38:08 |
| 6    | 309 | Nasser Al-Attiyah    | Alain Guehennec   | BMW X3 CC                 | 49:25:36 |
| 7    | 313 | Carlos Sousa         | Andreas Schulz    | Volkswagen Race Touareg 2 | 51:04:31 |
| 8    | 320 | Robby Gordon         | Andy Grider       | Hummer H3                 | 52:57:44 |
| 9    | 303 | Carlos Sainz         | Michel Périn      | Volkswagen Race Touareg 2 | 53:19:22 |
| 10   | 318 | Stéphane Henrard     | Brigitte Becue    | Volkswagen Buggy          | 54:22:06 |

### Camion
Hanno finito la gara 59 degli 85 camion iscritti.
| Pos. | N°  | Pilota             | Navigatore        | Meccanico             | Mezzo                | Tempo    |
| ---- | --- | ------------------ | ----------------- | --------------------- | -------------------- | -------- |
| 1    | 501 | Hans Stacey        | Charly Gotlib     | Bernard der Kinderen  | MAN TGA              | 54:03:05 |
| 2    | 527 | Ilgizar Mardeev    | Aydar Belyaev     | Eduard Nikolaev       | Kamaz 4911           | 57:13:57 |
| 3    | 512 | Aleš Loprais       | Petr Gilar        | -                     | Tatra T815           | 58:48:35 |
| 4    | 513 | Wulfert van Ginkel | Willem Tijsterman | Richard de Rooy       | GINAF X 2222         | 58:54:15 |
| 5    | 503 | André de Azevedo   | Maykel Justo      | Jaromír Martinec      | Tatra T815           | 59:19:02 |
| 6    | 508 | Philippe Jacquot   | Willy Alcaraz     | Toon van Genugten     | MAN                  | 60:03:32 |
| 7    | 505 | Sergey Reshetnikov | Andrey Mokeev     | Eduard Kupriyanov     | Kamaz 4911           | 61:50:47 |
| 8    | 530 | Arjan Brouwer      | Simon Koetsier    | Gérard van Veenendaal | GINAF X 2222         | 62:30:31 |
| 9    | 507 | Teruhito Sugawara  | Seiichi Suzuki    | Akira Koishizawa      | Hino Ranger - Pro FT | 65:05:47 |
| 10   | 516 | Franz Echter       | Detlef Ruf        | Edwin van Dooren      | MAN TGA              | 65:13:08 |

## Vincitori di tappa
|       | Moto                | Moto   | Moto    | Auto                 | Auto           | Auto    | Camion             | Camion | Camion  |
| Tappa | Pilota              | Mezzo  | Tempo   | Pilota               | Mezzo          | Tempo   | Pilota             | Mezzo  | Tempo   |
| ----- | ------------------- | ------ | ------- | -------------------- | -------------- | ------- | ------------------ | ------ | ------- |
| 1     | Ruben Faria         | Yamaha | 1:22:07 | Carlos Sousa         | Volkswagen     | 1:20:38 | Gérard de Rooy     | GINAF  | 1:40:00 |
| 2     | Hélder Rodrigues    | Yamaha | 1:02:44 | Carlos Sainz         | Volkswagen     | 0:59:26 | annullata          |        |         |
| 3     | Marc Coma           | KTM    | 3:07:39 | Giniel de Villiers   | Volkswagen     | 2:46:12 | Vladimir Čagin     | Kamaz  | 3:22:13 |
| 4     | Marc Coma           | KTM    | 4:24:54 | Jean-Louis Schlesser | Schlesser-Ford | 3:59:54 | Vladimir Čagin     | Kamaz  | 4:56:13 |
| 5     | Isidre Esteve Pujol | KTM    | 3:56:22 | Carlos Sainz         | Volkswagen     | 3:36:39 | Hans Stacey        | MAN    | 3:41:59 |
| 6     | Jordi Viladoms      | KTM    | 3:45:45 | Robby Gordon         | Hummer         | 2:58:57 | Hans Stacey        | MAN    | 3:39:58 |
| 7     | Cyril Despres       | KTM    | 4:30:42 | Giniel de Villiers   | Volkswagen     | 4:00:46 | Hans Stacey        | MAN    | 4:51:44 |
| 8     | Marc Coma           | KTM    | 7:46:13 | Giniel de Villiers   | Volkswagen     | 7:31:52 | Hans Stacey        | MAN    | 8:58:49 |
| 9     | Jānis Vinters       | KTM    | 6:08:51 | Jean-Louis Schlesser | Schlesser-Ford | 5:32:03 | Wulfert Van Ginkel | GINAF  | 6:47:47 |
| 10    | Hélder Rodrigues    | Yamaha | 4:12:55 | Nasser Al Attiyah    | BMW            | 3:49:48 | Arjan Brouwer      | GINAF  | 4:36:42 |
| 11    | -                   | -      | -       | -                    | -              | -       | -                  | -      | -       |
| 12    | Isidre Esteve Pujol | KTM    | 3:34:46 | Carlos Sainz         | Volkswagen     | 2:58:56 | Hans Stacey        | MAN    | 3:48:04 |
| 13    | Cyril Despres       | KTM    | 3:00:56 | Carlos Sainz         | Volkswagen     | 2:30:22 | Aleš Loprais       | Tatra  | 3:17:43 |
| 14    | Jean de Azevedo     | KTM    | 2:37:46 | Carlos Sainz         | Volkswagen     | 2:21:02 | Philippe Jacquot   | MAN    | 2:53:44 |
| 15    | Jānis Vinters       | KTM    | 0:08:42 | Giniel de Villiers   | Volkswagen     | 0:07:42 | Arjan Brouwer      | GINAF  | 0:09:39 |